# Mukim di Kota Batu
Kota Batu è un mukim del Brunei situato nel Distretto di Brunei-Muara con 15.054 abitanti al censimento del 2011.

## Geografia antropica

### Suddivisioni amministrative
Il mukim è suddiviso in 18 villaggi (kapong in malese):
Sungai Lampai, Pintu Malim, Kota Batu, Datu Gandi, Sungai Matan, Serdang/Sungai Belukut, Pelambayan, Sungai Besar, Subok, Belimbing, Tanjong Semasta, Sungai Bunga, Pudak, Berambang, Buang Kepayang, Riong, Menunggol, Pulau Baru-Baru.